# Pierre Gros
Pierre Gros (geboren am 7. Mai 1939 in Incheville) ist ein französischer Klassischer Archäologe und Latinist. Er ist emeritierter Professor für lateinische Sprache und Kulturen der Universität der Provence Aix-Marseille I.
Gros studierte ab 1960 an der École normale supérieure in Paris und erhielt 1963 die Agrégation (Staatsprüfung für das höhere Lehramt) im Fach Lettres classiques (klassische Sprachen und Literaturen). Ein Graduiertenstudium in der historisch-philologischen Sektion der École pratique des hautes études (EPHE) schloss er 1965 mit einer von Raymond Bloch betreuten Arbeit zu Begräbnis- und Unsterblichkeitsriten in der Liturgie der kaiserlichen Apotheose ab. Von 1966 bis 1969 war Gros Mitglied der École française de Rome, im Anschluss bis 1972 Assistent für Latinistik an der Universität Paris IV (Paris-Sorbonne), 1972 bis 1976 Directeur des Études an der École française de Rome. Mit Forschungen zur religiösen Architektur Roms zur Zeit des Augustus – 1976 unter dem Titel Aurea Templa publiziert – wurde er 1974 an der Universität Paris IV zum Docteur d’Etat habilitiert. 
Ab 1976 lehrte er als Maître de conférences und von 1978 bis zur Pensionierung 2004 als Professor für Lateinische Sprache und Zivilisation an der Université de Provence. Von 1981 bis 1995 leitete er das Institut de recherches sur l’architecture antique am Centre national de la recherche scientifique. Von 1995 bis 2005 war er Mitglied des Institut universitaire de France.
Als Spezialist für hellenistische und römische Architektur sowie Stadtentwicklung nahm Pierre Gros an zahlreichen Ausgrabungen in Italien, Frankreich, Tunesien und der Türkei teil. Zu seinen Forschungsschwerpunkten zählen die Topographie des antiken Rom, die Romanisierung Galliens sowie der römische Kaiserkult und seine Erscheinungsformen. Darüber hinaus ist er ein bedeutender Kenner Vitruvs und Herausgeber einer einflussreichen kritischen Teilausgabe dessen Werks. Die damit verbundenen Forschungen erweitert er zudem auf Leon Battista Alberti und Andrea Palladio.
Pierre Gros ist Mitglied des Centro Internazionale di Studi di Architettura Andrea Palladio in Vicenza sowie korrespondierendes Mitglied des Deutschen Archäologischen Instituts. 2010 wurde er mit dem Antonio-Feltrinelli-Preis ausgezeichnet. Seit 2004 ist er Mitglied der Academia Europaea, seit 2012 der Académie des inscriptions et belles-lettres.

## Schriften (Auswahl)
Eine viele hundert Titel umfassende Bibliographie zu den Schriften bis 2016 veröffentlichte die Académie des inscriptions et belles-lettres.
- Gallia Narbonensis. Eine römische Provinz in Südfrankreich (Orbis Provinciarum). Philipp von Zabern, Mainz 2008, ISBN 978-3-8053-3887-5.
- L’Architecture romaine. Band 1: Les monuments publics; Band. 2: Maisons, villas, palais et tombeaux. 2. Auflage. Picard, Paris 2007.
- mit Mario Torelli: Storia dell’urbanistica. Il mondo romano. Laterza, Rom 2007.
- Palladio e l’Antico. Marseille, Venedig 2006.
- Vitruve et la tradition des traités d’architecture. Collection de l’École française de Rome, Rom 2006.
- mit Hervé Inglebert und Gilles Sauron: Histoire de la civilisation romaine. Presses Universitaires de France, «Nouvelle Clio», 2005.
- Vitruve, De l’Architecture, livres II, III, IV. Paris 1999.
- La France gallo-romaine. Nathan, Paris 1991.
- Byrsa III. La basilique orientale et ses abords. Collection de l’École française de Rome, Rom 1985.
- mit Robert Amy: La maison Carrée de Nîmes (= Gallia, Supplementum 38). Paris 1979.
- Architecture et société à Rome et en Italie centro-méridionale aux deux derniers siècles dela République. Collection Latomus, Brüssel 1978.
- Aurea templa. Recherches sur l’architecture religieuse de Rome à l’époque d’Auguste (= BEFAR Bd. 231). Rom 1976.